# Spirostreptus aequalis
Spirostreptus aequalis är en mångfotingart som beskrevs av Porath 1872. Spirostreptus aequalis ingår i släktet Spirostreptus och familjen Spirostreptidae. Inga underarter finns listade i Catalogue of Life.